# Учасники російсько-української війни І — Й
Учасники російсько-української війни, прізвища яких починаються з літери І:
1. Ібрагімов Фаріз Расім-огли
2. Івандюк Віталій Анатолійович
3. Іваненко Андрій Володимирович
4. Іваненко Євгеній Анатолійович
5. Іваненко Іван Володимирович
6. Іваненко Олександр Миколайович
7. Іваненко Олександр Олександрович
8. Іваненко Олександр Сергійович
9. Іваненко Сергій Васильович
10. Іваненко Юрій Володимирович
11. Іваник Володимир Васильович
12. Іваникович Ігор Ярославович
13. Іваницький Роман Степанович
14. Іваницький Тарас Володимирович
15. Іваничко Михайло Йосипович
16. Іваніків Михайло Васильович
17. Іванісов Андрій Валерійович
18. Іваніцький Іван Васильович
19. Іванов Анатолій Анатолійович
20. Іванов Артем Леонідович
21. Іванов Атанас Ангелович
22. Іванов Віталій Олександрович
23. Іванов Володимир Анатолійович[1]
24. Іванов Володимир Станіславович
25. Іванов Геннадій Валентинович
26. Іванов Геннадій Володимирович
27. Іванов Данило Андрійович
28. Іванов Денис Михайлович
29. Іванов Дмитро[2]
30. Іванов Дмитро Вікторович
31. Іванов Дмитро Миколайович (прапорщик)
32. Іванов Дмитро Миколайович (солдат)
33. Іванов Дмитро Олександрович
34. Іванов Едуард Геннадійович
35. Іванов Євген Вікторович (солдат)
36. Іванов Євген Вікторович (капітан)
37. Іванов Ігор В'ячеславович
38. Іванов Ігор Сергійович
39. Іванов Леонід Віталійович
40. Іванов Максим Олегович
41. Іванов Петро Миколайович
42. Іванов Руслан Вікторович
43. Іванов Руслан Олександрович (прапорщик)
44. Іванов Сергій Анатолійович
45. Іванов Сергій Олександрович
46. Іванов Юрій В'ячеславович
47. Іванович Віталій Валентинович[3]
48. Івановський Ростислав Олександрович
49. Іванус Василь Володимирович
50. Іванцов Всеволод Павлович
51. Іванцов Кирило Валерійович
52. Іванцов Сергій Володимирович
53. Іванов Сергій Олексійович
54. Іванушкін В'ячеслав Вадимович
55. Іванцов Володимир Андрійович[4]
56. Іванцов Олександр Сергійович
57. Іванченко Євген Миколайович
58. Іванченко Іван Сергійович
59. Іванченко Тетяна Юріївна
60. Іванов Євгеній Георгійович
61. Іванченко Олександр Олександрович (військовик)
62. Іванченко Ігор Іванович
63. Іванчук Богдан Петрович
64. Іванчук Сергій Олександрович
65. Іванюк Вадим Дмитрович
66. Іванюш Ірина Ігорівна
67. Івасівка Віталій Олександрович
68. Івах Дмитро Анатолійович
69. Івахненко Віктор Вікторович
70. Івахненко Руслан Миколайович[5]
71. Івахнюк Олег Петрович
72. Іващенко Валерій Володимирович
73. Іващенко Володимир[6]
74. Іващенко Микола Олександрович
75. Іващенко Наталія Леонідівна
76. Іващенко Оксана Володимирівна
77. Іващенко Олександр Сергійович[7]
78. Іващенко Олег Іванович
79. Іващенко Роман[5]
80. Іващенко Сергій Анатолійович
81. Іващенко Ярослав Юрійович
82. Іващук Віктор Олегович
83. Іващук Богдан Володимирович
84. Івженко Ігор Петрович
85. Івкін Іван Вікторович
86. Івкун Василь Дмитрович
87. Івлєв Дмитро Володимирович
88. Івлєва Анастасія
89. Івченко Василь Васильович
90. Івченко Віталій Юрійович
91. Івченко Володимир Григорович
92. Івченко Євген Анатолійович
93. Івчук Віктор Михайлович
94. Ігнат Юрій Робертович
95. Ігнатенко Вадим Володимирович
96. Ігнатенко Віталій
97. Ігнатенко Ігор Сергійович[8]
98. Ігнатенко Ігор Павлович
99. Ігнатеско Дмитро Дмитрович
100. Ігнатишин Михайло Павлович
101. Ігнатишин Олександр Володимирович
102. Ігнатов Олександр Миколайович
103. Ігнатченко Антон Геннадійович
104. Ігнатьєв Вадим Григорович
105. Ігнатьєв Іван Анатолійович
106. Ігнатьєв Олександр Сергійович
107. Ідель Ілля Євгенович
108. Ізбаш Володимир Георгійович
109. Ізваров Олександр Юрійович
110. Ізворскі Сергій Леонідович
111. Ізмайлов Олександр Миколайович
112. Ізотов В'ячеслав Юрійович
113. Ізюмський Володимир Миколайович
114. Ікавчук Володимир Миколайович
115. Ілляшук Михайло Миколайович
116. Іллюшко Михайло Анатолійович
117. Ілля Тарас[9]
118. Ілляшенко Віктор Володимирович
119. Ілляшенко Юрій Миколайович
120. Ілляшук Михайло Миколайович
121. Ілюк Андрій Ігорович
122. Ілюк Назарій Олександрович
123. Ілюшко Ігор Михайлович
124. Іляшенко Руслан Миколайович
125. Ільгільдінов Дмитро Фарідович
126. Ільїн Андрій Миколайович
127. Ільїн Віталій В'ячеславович
128. Ільків Петро Михайлович
129. Ільков Олександр Володимирович
130. Ільницький Віктор Вікторович
131. Ільницький Назар Зеновійович
132. Ільницький Олександр Йосипович
133. Ільницький Сергій Володимирович
134. Ільців Павло Семенович
135. Ільченко Віктор Васильович
136. Ільченко Костянтин Григорійович
137. Ільченко Олександр Васильович
138. Ільченко Роман[10]
139. Ільченко Сергій Анатолійович
140. Ільченко Сергій Васильович
141. Ільчишин Артем Миколайович
142. Ільчишин Леонід Володимирович
143. Ільчун Віктор Всеволодович
144. Ільясов Азіз Аблязович
145. Микола Ілін
146. Ілюхін Артем Ігорович
147. Ільницький Дмитро Андрійович
148. Ільницький Сергій Олександрович
149. Ільченко Валерій Сергійович
150. Ільченко Олександр Миколайович
151. Ільченко Сергій Олександрович
152. Ільченко Юрій Олександрович
153. Ільчишин Олександр Михайлович
154. Ільчук Василь Васильович
155. Ільчук Максим Олександрович
156. Ільчук Павло Миколайович
157. Ільяшенко Роман Ігорович
158. Індиченко Ігор Андрійович
159. Іожиця Анатолій Іванович
160. Іонов В'ячеслав Анатолійович
161. Іонов Юрій Олексійович
162. Іпатенко Леонід Володимирович
163. Іржавський Анатолій Григорович
164. Іржик Юрій Іванович
165. Ісадченко Володимир Олександрович
166. Ісаєв Вадим Анатолійович
167. Ісаєв Сергій Володимирович
168. Ісаєнко Віталій Борисович
169. Ісаєнко Максим Олесьович
170. Ісаєнко Олександр Васильович
171. Ісайкін Максим Сергійович
172. Ісайкін Дмитро Олегович
173. Ісаков Олександр Іванович
174. Ісаченко Ігор Володимирович
175. Ісик Іван Васильович
176. Іскандаров Віталій Нуралійович
177. Ісмаілов Валерій Шапазович
178. Іткалюк Юрій Герасимович
179. Ішимов Богдан Вадимович
180. Ішкулов Еміль Шамільович
181. Ішмаков Володимир Ігорович[11][12]
182. Ішутінов Віктор Вікторович
183. Іщенко Анатолій Ігорович
184. Іщенко Андрій Васильович
185. Іщенко Антон Вікторович
186. Іщенко Василь Дмитрович
187. Іщенко Дмитро Миколайович
188. Іщенко Максим Ігорович
189. Іщенко Мікаель Геннадійович
190. Іщенко Олександр Анатолійович
191. Іщенко Олександр Володимирович
192. Іщенко Олександр[13]
193. Іщенко Сергій Віталійович
194. Іщенко Сергій Володимирович
195. Іщенко Сергій Михайлович
196. Іщенко Сергій Федорович
197. Іщук Богдан Олегович
198. Іщук Богдан Олександрович
199. Іщук Владислав Вікторович
200. Іщук Володимир Степанович
201. Іщук Олексій Васильович
202. Іщук Олександр Сергійович
203. Іщук Юрій Олександрович
204. Іщук Ярослав Миколайович

Учасники російсько-української війни, прізвища яких починаються з літери Й:
1. Йовзик Дмитро Васильович
2. Йосипів Іван Романович
3. Йосипчук Тарас Юрійович